# さくら観光
株式会社さくら観光（さくらかんこう）は、福島県白河市に本社を置く旅行会社である。バス会社・桜交通の子会社。

## 事業所
- 本社営業所
  - 福島県白河市合戦坂15
- 郡山営業所
  - 福島県郡山市田村町上行合字西川原49-1
- 仙台営業所（「仙台駅東口 さくらターミナル」併設）
  - 宮城県仙台市宮城野区榴岡2-5-11

## さくら高速バス
従来さくら観光が企画し桜交通が運行してきたツアーバスは、2013年（平成25年）8月の新高速乗合バス制度スタートに伴い高速乗合バスに移行した。これに伴い、従来路線別についていた愛称を「さくら高速バス」に統一した。なお、名古屋及び関西発着の一部便はAT LINERが運行。また、桜交通が運行委託を行なっている昌栄高速運輸もしくは杉崎観光バス、ツーリストバスの車両で運行される場合がある。
- 新宿 - 盛岡・弘前・青森
- 新宿 - 山形・鶴岡・酒田
- 新宿 - 仙台・石巻
- 新宿・大宮 - 仙台（旧・仙台ライナー）
- 東京 - 須賀川・郡山・船引・福島（旧・東京シティライナー）
- 新宿 - 白河・須賀川・郡山・福島（旧・東京シティライナー）
- 東京 - 会津若松（旧・白虎ライナー）
- 大阪・京都 - 郡山・仙台
- 新宿 - 富山・高岡・金沢
- 新宿 - 名古屋南
- 東京 - 南草津・大阪（梅田）
- 東京／新宿・横浜 - 京都・大阪（梅田・天王寺）
- 新宿 - 大阪（梅田・心斎橋）
- 大宮・横浜 - 大阪（心斎橋）

## キラキラ号・散策バス
さくら高速バスとは別に、2014年（平成26年）7月に桜交通が旅バスより買収・継承した高速バス「キラキラ号」と、富士セービングバスより買収・継承した高速バス「散策バス」（買収前の愛称は「旅の散策」）、ツーリストバスが運行する「Tourist Bus」の販売を行っている。
キラキラ号・散策バスは両社から外装をほぼそのままで継承した車両を使用している。「キラキラ号」については予約ウェブサイトも継承されているが、さくら観光の予約サイトでも予約可能である。

## その他
2010年（平成22年）7月15日より、「東京・新宿 - 青森・弘前・盛岡」及び「仙台 - 新宿」の区間の一部の車両おいて、イー・モバイル株式会社（現在のソフトバンク株式会社）の高速データ通信サービスを活用した無線LAN搭載バスの運行を開始した。
2010年（平成22年）8月、韓国から何者かの不正アクセスを受け、インターネット予約サイトから顧客の個人情報（クレジットカード情報や銀行口座番号などを含む）約17万件が流出する事件が起こった。